# Паласиос, Диего
Дие́го Хосе́ Пала́сиос Эспино́са (исп. Diego José Palacios Espinoza; род. 12 июля 1999, Гуаякиль) — эквадорский футболист, левый защитник бразильского клуба «Коринтианс» и национальной сборной Эквадора. Выступает на правах аренды за львовские «Карпаты».

## Клубная карьера
Уроженец Гуаякиля, Паласиос является воспитанником футбольной академии клуба «Аукас». В высшем дивизионе чемпионата Эквадора Диего дебютировал в 2017 году.
В июле 2018 года Паласиос отправился в сезонную аренду в нидерландский клуб «Виллем II». 11 августа 2018 года дебютировал в высшем дивизионе чемпионата Нидерландов, выйдя в стартовом составе матча против «ВВВ-Венло».
12 августа 2019 года Паласиос перешёл в клуб MLS «Лос-Анджелес». В главной лиге США дебютировал 29 сентября 2019 года в матче против «Миннесоты Юнайтед». 26 июня 2022 года в матче против «Нью-Йорк Ред Буллз» забил свой первый гол в MLS. Паласиос был отобран в число участников Матча всех звёзд MLS 2022, в котором сборная звёзд MLS принимала сборную звёзд Лиги MX. По окончании сезона 2023 срок контракта Паласиоса с «Лос-Анджелесом» истёк и стороны провели переговоры о новом контракте.
2 января 2024 года Паласиос подписал контракт с бразильским клубом «Коринтианс».

## Карьера в сборной
В 2019 году в составе сборной Эквадора до 20 лет принял участие в чемпионате Южной Америки среди команд до 20 лет и помог своей команде выиграть этот турнир. Был включён в «символическую сборную» турнира.
В октябре 2018 года дебютировал в составе первой национальной сборной Эквадора в товарищеском матче против Катара.
Был включён в состав сборной на Кубок Америки 2021.
Был включён в состав сборной на чемпионат мира 2022.

## Достижения
Командные
«Лос-Анджелес»
- Чемпион MLS (обладатель Кубка MLS): 2022
- Победитель регулярного чемпионата MLS: 2019, 2022

Эквадор (до 20 лет)
- Победитель чемпионата Южной Америки среди команд до 20 лет: 2019

Личные
- Член символической сборной чемпионата Южной Америки среди команд до 20 лет: 2019
- Лучший молодой игрок Лиги чемпионов КОНКАКАФ: 2020[16]
- Член символической сборной Лиги чемпионов КОНКАКАФ: 2020[17], 2023[18]
- Участник Матча всех звёзд MLS: 2022